# Aino Kann Rasmussen
Aino Kann Rasmussen (født 14. december 1937) er en dansk arkæolog. Hun er desuden en del af Kann Rasmussen-familien, der kontrollerer VKR-selskaberne.
Hun er datter af Villum Kann Rasmussen, stifter af Velux, og dermed søster til Lars Kann-Rasmussen [sic], bestyrelsesformand i VKR Holding og formand for Villum Kann Rasmussen Fonden, og Hans Kann Rasmussen. Hun blev student fra Metropolitanskolen 1956 og er uddannet mag.art. i forhistorisk arkæologi fra Københavns Universitet 1965 og har deltaget i de danske ekspeditioner til Bahrain i 1960 og 1961. Hun har været museumsinspektør ved Nationalmuseet 1966-73, ledende museumsinspektør ved Esbjerg Museum 1973-82, medarbejder ved Bruun Rasmussen Kunstauktioner 1986-90 og ansat i sekretariatet samme sted 1991-94.
Hun har været medlem af bestyrelsen for Concerto Copenhagen siden 2007 og medlem af bestyrelsen for Faaborg Museum for Fynsk Malerkunst siden 1997. Kann Rasmussen er tidligere formand for Velux Fonden af 1981 i tiden 1996-2006, tidligere medlem af bestyrelsen for Kvindehjemmet på Jagtvej 1998-2003, tidligere medlem af præsidiet for foreningen Grønlandske Børn 1998-2002 og af bestyrelsen for Landsforeningen for Bygnings- og Landskabskultur. 2002 blev hun Ridder af Dannebrog.
Hun har skrevet en biografi om sin far: Ét forsøg er bedre end tusind ekspertantagelser: V. Kann Rasmussen & Co., 1991.